# Elezioni comunali in Piemonte del 1996
Il 9 giugno 1996 (con ballottaggio il 23 giugno) e il 17 novembre (con ballottaggio il 1º dicembre) in Piemonte si tennero le elezioni per il rinnovo di numerosi consigli comunali. 

## Riepilogo Sindaci Eletti
| Provincia   | Comune  | Sindaco uscente | Sindaco uscente       | Sindaco eletto | Sindaco eletto        | Primo turno | Primo turno           | Secondo turno | Secondo turno | Seggi   |        |       |         |
| ----------- | ------- | --------------- | --------------------- | -------------- | --------------------- | ----------- | --------------------- | ------------- | ------------- | ------- | ------ | ----- | ------- |
| Provincia   | Comune  | Torino          | Pinerolo              |                | Livio Trombotto (PPI) |             | Alberto Barbero (PDS) | 7.748         | 35,11         | Seggi   | 11.606 | 64,99 | 18 / 30 |
| Alessandria | Valenza |                 | Germano Tosetti (PDS) |                | Germano Tosetti (PDS) | 6.230       | 46,81                 | 6.778         | 57,88         | 12 / 20 |        |       |         |

## Elezioni del giugno 1996

### Alessandria

#### Valenza
| Candidati                            | Candidati                  | II turno             | II turno             | I turno | I turno | Liste                                    | Voti   | %     | Seggi |
| Candidati                            | Candidati                  | Voti                 | %                    | Voti    | %       | Liste                                    | Voti   | %     | Seggi |
| ------------------------------------ | -------------------------- | -------------------- | -------------------- | ------- | ------- | ---------------------------------------- | ------ | ----- | ----- |
|                                      | Germano Tosetti ✔️ Sindaco | 6 778                | 57,88                | 6 230   | 46,81   | Partito Democratico della Sinistra - FdV | 2 924  | 28,60 | 8     |
| Partito della Rifondazione Comunista | Germano Tosetti ✔️ Sindaco | 6 778                | 57,88                | 6 230   | 46,81   | 1 376                                    | 13,46  | 4     |       |
|                                      | Carlo Frascarolo           | 4 933                | 42,12                | 3 974   | 29,86   | Per Valenza                              | 1 975  | 19,32 | 3     |
| Lega Nord                            | Carlo Frascarolo           | 4 933                | 42,12                | 3 974   | 29,86   | 1 138                                    | 11,13  | 1     |       |
| Seggio di coalizione                 | Seggio di coalizione       | Seggio di coalizione | 42,12                | 3 974   | 29,86   | 1                                        |        |       |       |
|                                      | Piergiorgio Maggiora       | Piergiorgio Maggiora | Piergiorgio Maggiora | 3 104   | 23,32   | Forza Italia                             | 1 493  | 14,60 | 2     |
| Alleanza Nazionale                   | Piergiorgio Maggiora       | Piergiorgio Maggiora | Piergiorgio Maggiora | 3 104   | 23,32   | 663                                      | 6,48   | –     |       |
| CCD - CDU                            | Piergiorgio Maggiora       | Piergiorgio Maggiora | Piergiorgio Maggiora | 3 104   | 23,32   | 396                                      | 3,87   | –     |       |
| Lista Pino (A)                       | Piergiorgio Maggiora       | Piergiorgio Maggiora | Piergiorgio Maggiora | 3 104   | 23,32   | 259                                      | 2,53   | –     |       |
| Seggio di coalizione                 | Seggio di coalizione       | Seggio di coalizione | Piergiorgio Maggiora | 3 104   | 23,32   | 1                                        |        |       |       |
| Totale                               | Totale                     | 11 711               | 100                  | 13 308  | 100     |                                          | 10 224 | 100   | 20    |
|                                      |                            |                      |                      |         |         |                                          |        |       |       |
| Fonte: Ministero dell'interno        |                            |                      |                      |         |         |                                          |        |       |       |

## Elezioni del novembre 1996

### Torino

#### Pinerolo
| Candidati                            | Candidati                  | II turno             | II turno        | I turno | I turno | Liste                                    | Voti   | %     | Seggi |
| Candidati                            | Candidati                  | Voti                 | %               | Voti    | %       | Liste                                    | Voti   | %     | Seggi |
| ------------------------------------ | -------------------------- | -------------------- | --------------- | ------- | ------- | ---------------------------------------- | ------ | ----- | ----- |
|                                      | Alberto Barbero ✔️ Sindaco | 11 606               | 64,99           | 7 748   | 35,11   | Partito Democratico della Sinistra       | 2 877  | 15,24 | 8     |
| Rinnovamento Italiano                | Alberto Barbero ✔️ Sindaco | 11 606               | 64,99           | 7 748   | 35,11   | 1 806                                    | 9,57   | 5     |       |
| Partito della Rifondazione Comunista | Alberto Barbero ✔️ Sindaco | 11 606               | 64,99           | 7 748   | 35,11   | 1 708                                    | 9,05   | 5     |       |
|                                      | Mario Ardizzoia            | 6 251                | 35,01           | 5 389   | 24,42   | Forza Italia                             | 2 290  | 12,13 | 2     |
| CCD - CDU - Pensionati per l'Europa  | Mario Ardizzoia            | 6 251                | 35,01           | 5 389   | 24,42   | 1 032                                    | 5,47   | 1     |       |
| Unione di Centro                     | Mario Ardizzoia            | 6 251                | 35,01           | 5 389   | 24,42   | 872                                      | 4,62   | 1     |       |
| Alleanza Nazionale                   | Mario Ardizzoia            | 6 251                | 35,01           | 5 389   | 24,42   | 706                                      | 3,74   | –     |       |
| Seggio di coalizione                 | Seggio di coalizione       | Seggio di coalizione | 35,01           | 5 389   | 24,42   | 1                                        |        |       |       |
|                                      | Elvio Rostagno             | Elvio Rostagno       | Elvio Rostagno  | 3 961   | 17,95   | Partito Popolare Italiano - Indipendenti | 1 951  | 10,34 | 1     |
| Progetto Pinerolo                    | Elvio Rostagno             | Elvio Rostagno       | Elvio Rostagno  | 3 961   | 17,95   | 1 127                                    | 5,97   | 1     |       |
| Seggio di coalizione                 | Seggio di coalizione       | Seggio di coalizione | Elvio Rostagno  | 3 961   | 17,95   | 1                                        |        |       |       |
|                                      | Livio Trombotto            | Livio Trombotto      | Livio Trombotto | 2 740   | 12,42   | Insieme per Pinerolo                     | 2 561  | 13,57 | 1     |
| Seggio di coalizione                 | Seggio di coalizione       | Seggio di coalizione | Livio Trombotto | 2 740   | 12,42   | 1                                        |        |       |       |
|                                      | Stefano Drago              | Stefano Drago        | Stefano Drago   | 2 231   | 10,11   | Lega Nord                                | 1 947  | 10,31 | 1     |
| Seggio di coalizione                 | Seggio di coalizione       | Seggio di coalizione | Stefano Drago   | 2 231   | 10,11   | 1                                        |        |       |       |
| Totale                               | Totale                     | 17 857               | 100             | 22 069  | 100     |                                          | 18 877 | 100   | 30    |
|                                      |                            |                      |                 |         |         |                                          |        |       |       |
| Fonte: Ministero dell'interno        |                            |                      |                 |         |         |                                          |        |       |       |